# Kecamatan Purwodadi (distrikt i Indonesien, Jawa Tengah, lat -7,82, long 109,99)
Kecamatan Purwodadi är ett distrikt i Indonesien.   Det ligger i provinsen Jawa Tengah, i den västra delen av landet, 400 km sydost om huvudstaden Jakarta.